# Ce înseamnă să fii onest
| Scris de:        | Oscar Wilde                         |
| ---------------- | ----------------------------------- |
| Data premierei:  | 1895                                |
| Locul premierei: | Teatrul St James, Londra, Anglia    |
| Limba originală: | Limba engleză                       |
| Gen:             | Comedie, farsă                      |
| Spațiul:         | Londra și o moșie din Hertfordshire |

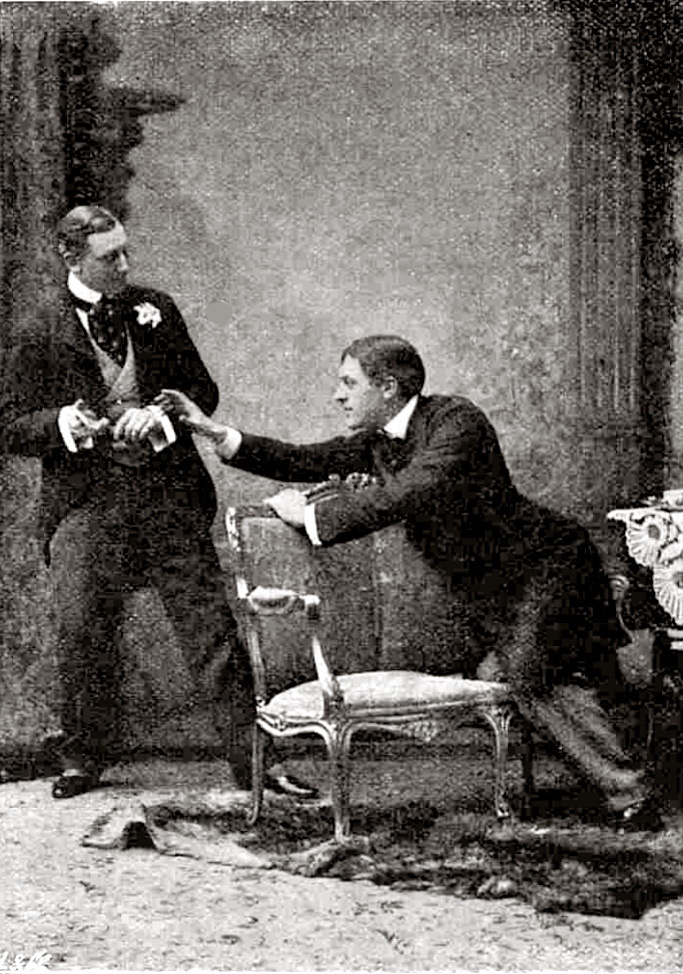
Producția originală a operei Ce înseamnă să fii onest (1895) cu Allan Aynesworth în rolul lui Algernon (stânga) și George Alexander în rolul lui John (dreapta)

Ce înseamnă să fii onest, O comedie trivială pentru oameni serioși este o piesă de teatru a scriitorului irlandez Oscar Wilde. A fost reprezentată pentru prima dată în ziua de 14 februarie 1895 pe scena Teatrului St James din Londra. Piesa a fost concepută ca o farsă în care personajele principale își neagă propria situație, adoptând o identitate falsă și jucând astfel un rol pentru a scăpa de povara obligațiilor sociale. Luptându-se cu normele sociale londoneze ale epocii victoriene târzii, tema piesei surprinde modul trivial în care sunt tratate lucrurile considerate importante în epoca vremii, precum căsătoria. Deși unii critici contemporani scriitorului au lăudat hazul piesei, considerând că prin aceasta Oscar Wilde a reușit să-și consacre calitatea de dramaturg, alți critici au blamat lipsa mesajelor sociale. Exagerarea caricaturală și vorbele de duh prezente în piesă au transformat-o în cea mai populară și de actualitate piesă scrisă vreodată de Wilde.
Prin succesul consemnat în seara premierii, Wilde a atins cea mai înaltă formă de apreciere a operei sale, dar în mod paradoxal acest succes i-a prevestit declinul. Marchizul de Queensberry, tatăl amantului lui Wilde, Lord Alfred Douglas, a plănuit să se prezinte la premiera piesei cu un buchet de legume stricate, crezând că acest gest va pune capăt reprezentării. Wilde a fost însă avertizat de planul Marchizului și a dat ordin ca acesta să nu poată pătrunde în incintă. Neînțelegerea dintre cei doi și-a atins punctul culminant la tribunal, unde homosexualitatea lui Wilde a și fost dezvăluită publicului larg, fapt care a condus la condamnarea acestuia la închisoare. În ciuda succesului garantat pe care piesa l-a înregistrat, notorietatea pe care scriitorul a căpătat-o în urma scandalului a făcut ca producția piesei să fie oprită după numai 86 de spectacole. După ce a fost eliberat, Wilde a publicat piesa în timp ce se afla în exil la Paris, însă după aceasta a încetat să mai scrie comedii și opere dramatice.
Comedia Ce înseamnă să fii onest a mai fost jucată în neunumărate rânduri din momentul premierii sale și a fost adaptată de trei ori pentru scenarii de film. În Ce înseamnă să fii onest (1952) Dame Edith Evans și-a reluat apreciata interpretare a Doamnei Bracknell; În Ce înseamnă să fii onest (1992), Kurt Baker a avut în vedere o distribuție exclusiv formată din actori de culoare; în varianta din 2002, Oliver Parker a inclus unele dintre aspectele originale ale piesei lui Wilde care au fost eliminate în timpul pregătirii primei reprezentări.

## Compoziția

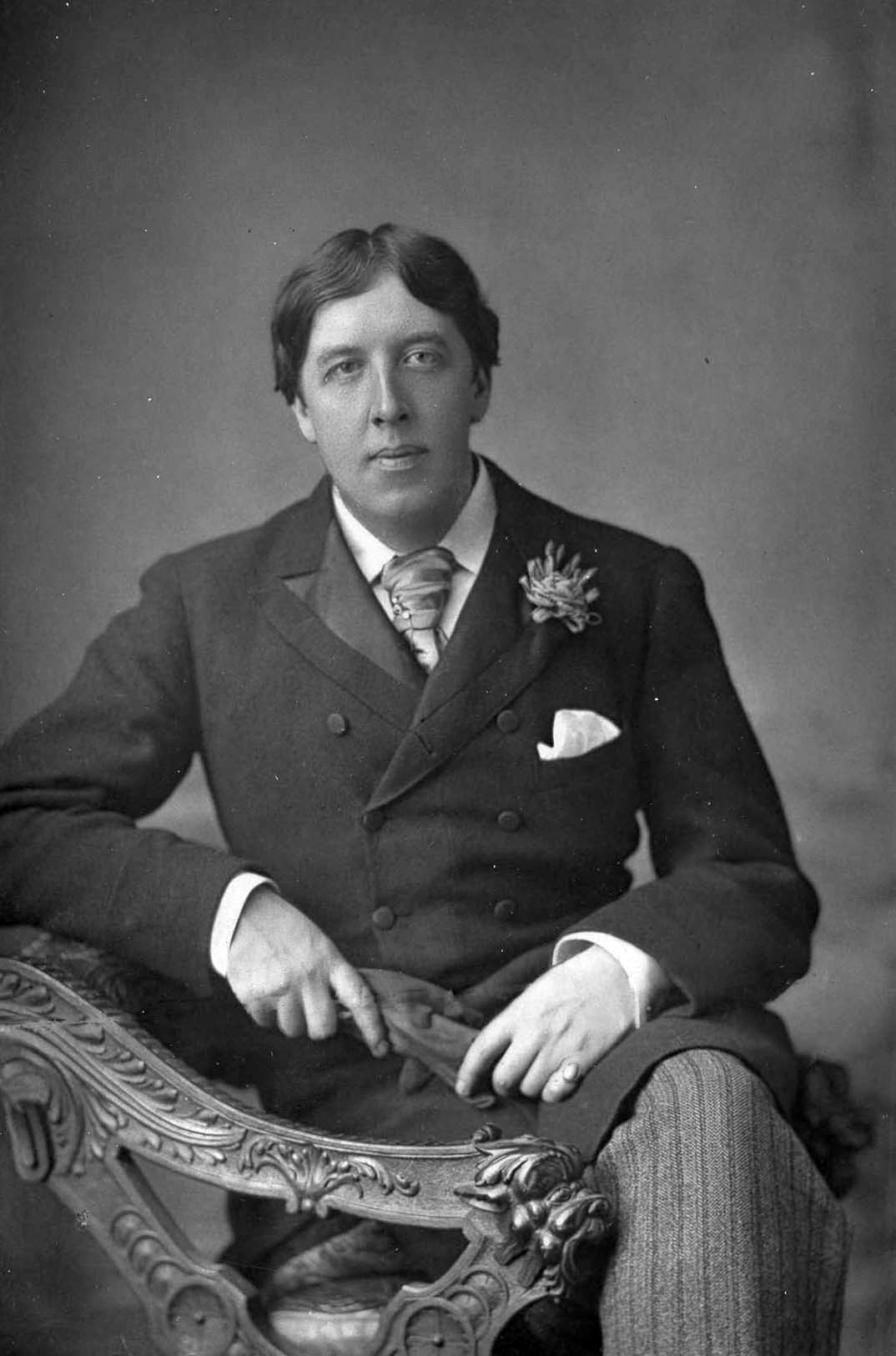
Oscar Wilde în 1889

După succesul major pe care l-au înregistrat piese precum Lady Windermere’s Fan și A Woman of No Importance, editorii au început să îl preseze pe Wilde să scrie noi piese, astfel că în iulie 1894 acesta i-a sugerat lui George Alexander, manager al Teatrului St James, schițe și idei pentru piesa Ce înseamnă sa fii onest. Wilde și-a petrecut întreaga vară alături de familia lui în Worthing, unde în luna august a și scris întreaga piesă. Aflându-se deja în plină glorie la momentul respectiv, a ales să numească piesa în mod deliberat fals Lady Lancing pentru a evita orice speculații cu privire la conținutul acesteia. Multe dintre numele și ideile folosite de către autor pentru a scrie piesa au fost preluate de la oameni sau locuri care îi erau familiare acestuia; ca exemplu, Lady Queensberry, mama Lordului Alfred Douglas, locuia la Bracknell. .Cercetătorii preocupați de opera lui Wilde sunt de acord că în procesul de creare al acestei piese un rol aparte l-a avut farsa dramaturgului englez W. S. Gilbert, intitulată Engaged (1877), ale cărei influențe sunt net vizibile în piesa lui Wilde, acesta preluând nu numai numeroase evenimente, dar și „gravitatea tonului impusă de Gilbert actorilor săi”.
În următoarele luni, Wilde a revăzut textul piesei și l-a corectat de nenumărate ori. Nicio replică nu a fost trecută cu vederea, iar corectura a avut consecințe vizibile asupra textului original, versiunea finală fiind diferită față de cea inițială. Sos Eltis, profesoară de engleză în cadrul Colegiului Brasenose din Oxford, aseamănă modul în care Wilde se ocupa de corecturile piesei cu actul șlefuirii unor obiecte de artă. Cele mai vechi și longevive manuscrise ale piesei abundă în farse, cuvinte și fraze cu înțelesuri multiple, dialoguri lipsite de sens și întorsături comice tipice. Prin corecturi, „Wilde a transformat non-sensul standard în nebunia sistemică și derutantă ce caracterizează dialogul lui Earnest”.
Când a sosit momentul să îi predea manuscrisul lui Alexander, Wilde a devenit ezitant, îngrijorându-se că s-ar putea ca piesa să nu se încadreze în repertoriul serios al Teatrului St James, așa că a preferat să îi spună acestuia că piesa a fost scrisă drept răspuns la o cerere pentru o piesă „fără un interes real serios”. Când piesa de teatru Guy Domville a scriitorului Henry James a eșuat să impresioneze publicul și nu a înregistrat succesul așteptat, Alexander a fost de acord să pună în scenă piesa lui Wilde. După ce au lucrat împreună la mișcările scenice pe o machetă a teatrului, acesta i-a cerut scriitorului să scurteze piesa. Autorul a îmbinat elementele celui de-al doilea și de-al treilea act, renunțând chiar și la prezența unuia dintre personaje, și anume Mr. Grisby, un avocat care vine din Londra pentru a-l aresta pe risipitorul „Ernest” (adică Jack) pentru neachitarea unor mese. Astfel, din patru acte au rămas numai trei. Varianta în patru acte a fost pentru prima dată reprezentată pe postul de radio al celor de la BBC și cu toate că ocazional continuă să fie reprezentată și astăzi, unii consideră structura în trei acte mai reușită și mult mai bine privită din punct de vedere teatral față de varianta originală care a fost de altfel și publicată.

## Reprezentări

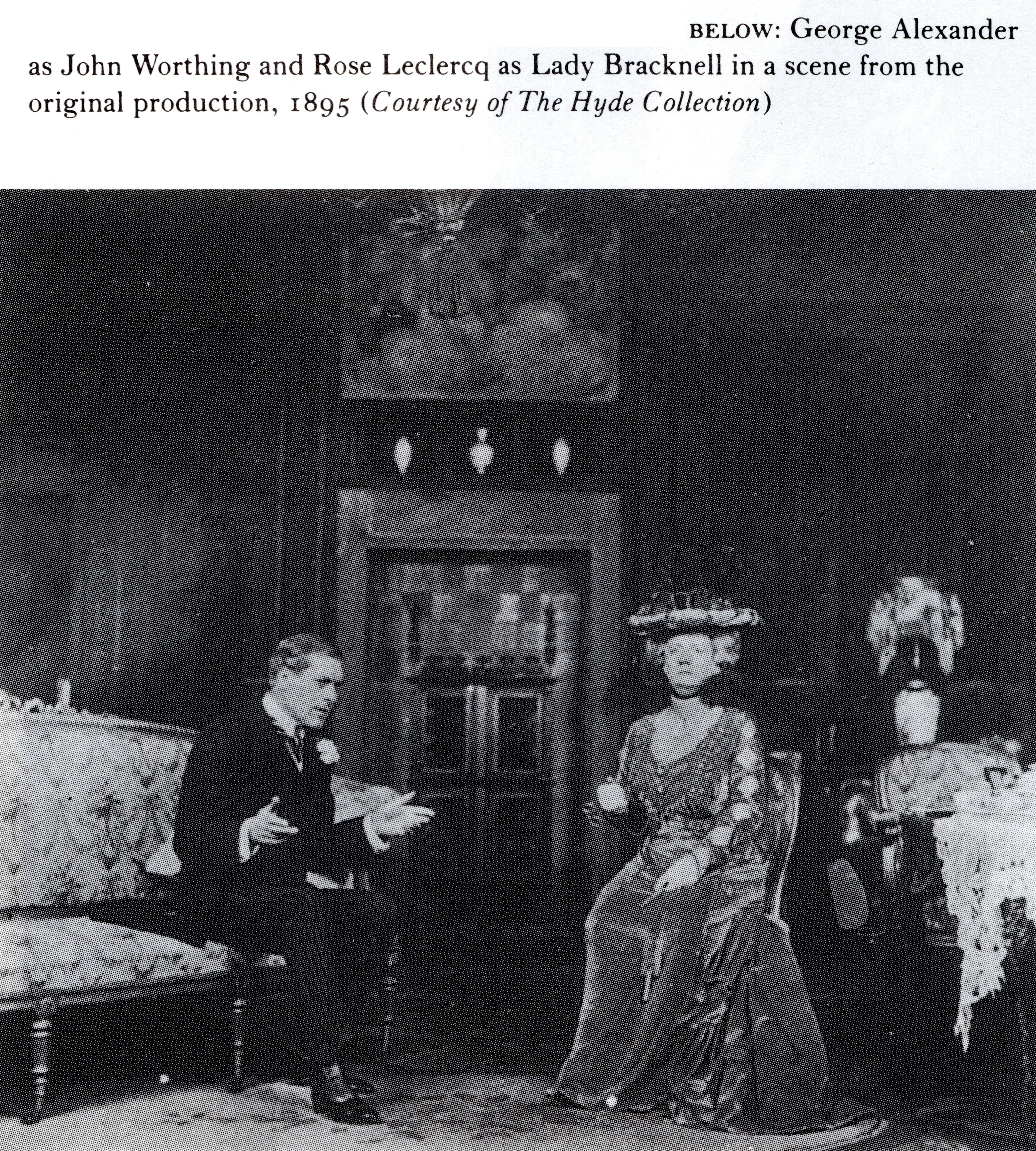
The Importance of Being Earnest(Ce înseamnă să fii onest) 1895 George Alexander and Rose Leclercq

### Premieră
Piesa a fost reprezentată pentru prima dată de ziua îndrăgostiților în anul 1895 pe scena Teatrului St James din Londra. Cu toate că era extrem de frig afară, Wilde și-a făcut aparița „modest precum o floare”, purtând o crizantemă verde. Potrivit unei știri, publicul „a inclus o mulțime de membri ai înaltei societăți, foști miniștri de cabinet, consilieri privați, precum și actori, scriitori, academicieni, și entuziaști ai teatrului”. Allan Aynesworth, actorul care a interpretat personajul lui Algernon Moncrieff, i-a mărturisit lui Hesketh Pearson faptul că „În cei cincizeci și trei de ani ai carierei mele de actor, nu-mi aduc aminte de un succes mai mare decât acela din noapte premierei”. Aynesworth era el însuși „încrezător și stilat”, pe când Alexander, cel care l-a interpretat pe Jack Worthing, era mai degrabă „modest și rezervat”.
Distribuția:
John Worthing, J.P. – George Alexander
Algernon Moncrieff – Allan Aynesworth
Rev. Canon Chasuble, D.D. – H. H. Vincent
Merriman – Frank Dyall
Lane – F. Kinsey Peile
Lady Bracknell – Rose Leclercq
Hon. Gwendolen Fairfax – Irene Vanbrugh
Cecily Cardew – Evelyn Millard
Miss Prism – Mrs. George Canninge
Marchizul de Queensberry, tatăl amantului lui Wilde (care se afla în vacanță în Algeria la vremea respectivă), a plănuit să strice momentul în care Wilde ar fi urmat să-și facă plecăciunea la finalul piesei aruncând un buchet de legume stricate pe scenă. Wilde și Alexander au fost preveniți de acest plan, iar cel din urmă a declarat invalid biletul lui Queensberry și a aranjat ca poliția să se asigure că acesta nu va avea acces în clădire. Cu toate acestea, Marchizul a continuat să îl șantajeze pe scriitor, care în cele din urmă a pornit o anchetă împotriva acestuia pentru calomnie penală, declanșând astfel o serie de procese care s-au finalizat cu osândirea lui Wilde la închisoare pentru imoralitate ieșită din comun. Alexander a încercat să salveze producția înlăturând numele lui Wilde de pe scenariu însă nu a avut succes, iar reprezentările piesei au fost oprite după numai 86 de spectacole.
Piesa a avut premiera pe Broadway la data de 22 aprilie 1895 la Teatrul Empire, dar a fost oprită după 60 de spectacole. În rolurile principale au jucat William Faversham ca Algy, Henry Miller ca Jack, Viola Allen ca Gwendolen, și Ida Vernon ca Doamna Bracknell. În Australia premiera a avut loc în Melbourne la 10 august 1895 și a fost prezentată de Dion Boucicault Jr. și Robert Brough, piesa înregistrând un adevărat succes. Decăderea lui Wilde în Anglia nu a afectat popularitatea pieselor sale în Australia.

### Receptarea critică
Spre deosebire de majoritatea pieselor de teatru specifice vremii, intriga ușoară a piesei nu are în vedere probleme politice și sociale serioase, fapt care i-a împins pe criticii vremii să adopte o atitudine ceva mai reticentă asupra piesei. Nefiind încă siguri de calitatea de dramaturg a scriitorului, au recunoscut inteligența piesei, umorul și popoularitatea de care s-a bucurat. De exemplu, criticul George Bernard Shaw a scris o recenzie piesei în ziarul londonez Saturday Review, susținând că o comedie trebuie să atingă publicul, dar și să provoace râsul: „Merg la teatru deoarce vreau să fiu atins de hazul piesei”. Mai târziu a menționat într-o scrisoare că deși piesa este foarte amuzantă, este în același timp și prima piesă cu adevărat „lipsită de sentimente” pe care Wilde a scris-o. Criticul de teatru William Archer a menționat în The World că deși i-a plăcut piesa, i s-a părut lipsită de însemnătate: „Ce poate face un critic cu o piesă care nu ridică nicio întrebare, nici despre artă, nici despre moralitate, care își creează propriile canoane și convenții, și care nu este nimic altceva decât o expresie voită a unei personalități spirituale nestăpânite?”
În The Speaker, A. B. Walkley a fost unul dintre puținii critici care au lăudat piesa și care a perceput-o piesa ca fiind climaxul carieri dramatice a scriitorului. El nu a fost de acord cu faptul că termenul „farsă” ar avea un sens peiorativ, sau că piesa ar fi lipsită de adâncime, și chiar a afirmat faptul că „Este de o prostie inimaginabilă, o prostie de calitate tind să cred, pe care publicul nu a mai întâlnit-o până acum”. Într-o recenzie nesemnată a revistei The Pall Mall Gazette, scriitorul Englez H. G. Wells a declarat piesa ca fiind una dintre cele mai fresh comedii ale anului, spunând că „Ar fi destul de greu să ne imaginăm o abordare mai umoristică a convențiilor teatrale”. Totodată s-a și îndoit de faptul că oamenii vor surprinde cu adevărat mesajul pe care piesa dorește să-l transmită, „... cum vor lua Oamenii Serioși această Comedie Trivială, scrisă cu intenția de a-i trezi la realitate rămâne de văzut. Piesa a fost atât de candidă încât mulți critici au comparat-o mai degrabă cu o operă comică decât cu una dramatică. Poetul W. H. Auden a numit-o mai târziu „o operă pur verbală”, iar ziarul The Times a menționat că „Povestea este aproape prea ridicolă pentru a putea fi gustată fără muzică”. Cu toate acestea, în Sights and Spectacles (1959), scriitoarea americană Mary McCarthy a catalogat-o drept „o idilă feroce”, „eroul și singurul personaj al piesei este imoralitatea”, cu mențiunea că i s-a părut totuși cu adevărat o piesă amuzantă.
Ce însemană sa fii onest este cea mai cunoscută lucrare a scriitorului Oscar Wilde și continuă să trezească interes chiar și în zilele noastre. Max Beerbohm a numit-o „fără îndoială, cea mai bună piesa scrisă de el”, adăugând că în celelalte comedii ale sale – Lady Windermere’s Fan, A Woman of No Importance și An Ideal Husband – intriga, construită în maniera dramaturgului francez Victorien Sardou, nu are legătură cu tema piesei, în timp ce în Earnest intriga este practic „una cu piesa”.

### Reluări
Ce înseamnă să fii onest și alte trei piese ale lui Wilde au fost interpretate în Marea Britanie de o serie de trupe de teatru ambulant în perioada în care acesta se afla în închisoare, dar și în timp ce se afla în exil. Trupa companiei A.B. Tapping a pornit în turneu cu piesa lui Wilde în perioada octombrie 1895 – martie 1899 (reprezentarea acesteia la Teatrul Royal din Limerick, în ultima săptămână din octombrie a anului 1895 a constituit mai mult ca sigur premiera piesei în Irlanda). Compania lui Elsie Lanham a pornit de asemenea în turneu cu aceeași piesă între noiembrie 1899 și aprilie 1900. În 1901 Alexander l-a jucat pe Earnest într-un mic teatru din Notting Hill, în afara cartierului West End; în același an a reprezentat piesa în turneu, de data aceasta portretizându-l pe Jack Worthing, alături de o distribuție care l-a inclus pe tânărul Lilian Braithwaite în rolul lui Cecily. Un an mai târziu, în 1902, piesa a fost din nou jucată în West End la teatrul St. James.Piesa a fost reluată pe Broadway în anul 1902, și din nou în 1910, fiecare reprezentare fiind jucată timp de șase săptămâni.
O antologie a operelor lui Wilde, publicată în anul 1908 și editată de Robert Ross, a contribuit la reabilitarea reputației sale de autor. Alexander a pus în scenă o nouă reprezentare a lui Earnest la teatrul St. James’s în anul 1909, când el și Aynesworth și-au reluat rolurile originale; reprezentarea a rulat timp de 316 spectacole. Max Beerbohm era sigur că piesa va intra în rândul operelor clasice ale repertoriului englez, și că umorul său era încă la fel de actual precum atunci când piesa a fost scrisă, adăugând că actorii ,,au îmbătrânit la fel de frumos ca piesa’’.
Pentru o reluare din anul 1913 la același teatru, tinerii actori Gerald Ames și A.E. Matthews i-au portretizat pe Jack și Algy. În 1923, în cadrul Teatrului Haymarket, piesa i-a avut ca protagoniști pe John Deverell în rolul lui Jack și Margaret Scudamore în rolul Doamnei Bracknell. Multe reluări din primele decenii ale secolului al XX – lea au tratat ,,momentul prezent’’ drept anul curent. Abia în anii 1920 s-a rezolvat problema costumelor din anii 1890; după cum a afirmat un critic în ziarul Manchester Guardian, ,,Treizeci de ani mai târziu se simte nevoia unor costume specifice perioadei în care a fost scrisă piesa – că spiritul său are astăzi nevoie să fie validat de atmosfera care i-a dat viață și adevăr în primul rând. ... sclipitoarea și elaborata expresivitate ale lui Wilde merg al naibii de bine cu tunsoarea tip bob și cu fusta scurtă”.
În cadrul producției lui Sir Nigel Playfair din 1930, care a avut loc la Teatrul Lyric în Hammersmith, John Gielgud l-a interpretat pe Jack împreună cu mătușa lui, Mabel TerryLewis, aceasta din urmă jucând-o pe Doamna Bracknell. În 1939 Gielgud a produs și a jucat într-o producție la Teatrul Glob (astăzi Gielgud), într-o distribuție alături de actrița Edith Evans în rolul Doamnei Bracknell, Joyce Carey ca Gwendolen, Angela Baddeley ca Cecily și Margaret Rutherford în rolul lui Miss Prim. Reprezentarea a fost considerată de către cei de la The Times ca fiind cea mai reușită de la premieră încoace, și a fost lăudată pentru fidelitatea cu care a fost tratată concepția lui Wilde, „interpretare aerisită, receptivă”. Mai târziu în același an Gielgud a pus din nou piesa în scenă, avându-l în rolul lui Algy pe Jack Hawkins, pe actrița Gwen Ffrangcon-Davies în rolul lui Gwendolen și pe Peggy Ashcroft în rolul lui Cecily, jucate anterior de Evans și Rutherford. Piesa a fost reprezentată în diferite perioade în timpul celui de-Al Doilea Război Mondial, dar și după finalizarea acestuia, în mare parte de aceeași actori. În 1946 la Haymarket, regele și regina au urmărit și ei o reluare a piesei, fapt ce a făcut ca piesa să se bucure de o apreciere și mai mare, după cum a susținut și jurnalistul Geoffrey Wheatcroft.Trupa de teatru a reprezentat piesa în turneu în America de Nord și a avut un succes garantat pe Broadway în 1947.
Pe măsură ce operele lui Wilde au fost recitite și reprezentate din nou, piesa Ce înseamnă să fii onest a avut parte de cele mai multe puneri în scenă. La împlinirea a o sută de ani de la momentul premierii, jurnalistul englez Mark Lawson a descris-o ca „a doua cea mai cunoscută și citată piesă în limba engleză după Hamlet”.
Pentru producția din 1982 a regizorului Sir Peter Hall din cadrul Teatrului Național, distribuția i-a inclus pe Judi Dench în rolul Doamnei Bracknell Martin Jarvis în rolul lui Jack, Nigel Havers în rolul lui Algy, Zoë Wanamaker ca Gwendolen și Anna Massey ca Miss Prim. Producția regizorului Nicholas Hytner din 1993 de la Teatrul Aldwych, în care rolul principal i-a revenit actriței Maggie Smith, a inclus multiple referințe la subtextul intenționat gay.
În anul 2005 echipa Teatrului Abbey din Dublin a pus în scenă piesa cu o distribuție alcătuită în totalitate din actori de sex masculin; de asemenea a fost inclus însuși personajul lui Wilde – începutul piesei îl surprinde pe acesta în timp ce se află într-o cafenea din Paris, visând întocmai la piesa lui. Compania Teatrului din Melbourne a pus în scenă o producție în luna decembrie a anului 2011 cu Geoffrey Rush în rolul Doamnei Bracknell. 
Compania Teatrului Roundabout a pus în scenă în 2011 o reprezentare a piesei pe Broadway bazată pe producția din 2009 din cadrul Festivalului Stratford Shakespeare, alături de Brian Bedford ca regizor, dar și în rolul Doamnei Bracknell. Teatrul American Airlines a avut deschiderea cu această piesă la data de 13 ianuarie și a rulat până la data de 3 iulie 2011. Distribuția i-a inclus pe Dana Ivey ca Miss Prism, Paxton Whitehead în rolul lui Canon Chasuble, Santino Fontama ca Algernon, Paul O'Brien ca Lane, Charlotte Parry în rolul lui Cecily, David Furr în rolul lui Jack și Sara Topham în rolul lui Gwendolen. Producția a fost nominalizată pentru trei Premii Tony.
Piesa a fost de asemenea reprezentată pe scena internațională, în Singapore, în luna octombrie a anului 2004 pe scena Teatrului Britanic, și tot aceeași companie a adus piesa pe scena teatrului Greenwich din Londra în aprilie 2005.
O reluare a fost regizată de Michael Fentiman în 2018 pentru Teatrul Vaudeville din Londra, ca parte a unui ciclu care a cuprins patru piese ale lui Wilde produse de regizorul Dominic Dromgoole. Producția a primit numeroase recenzii negative mai ales din partea presei.

## Rezumat
Opera este situată „în prezent” (i.e. 1895)

### Act I: Apartamentul lui Algernon Moncrieff de pe strada Half Moon Street
Piesa îl ilustrează pe Algernon Moncrieff, un tânăr manierat și leneș , care îl primește pe cel mai bun prieten al său,Ernest(numele adevărat al acestuia fiind Jack Worthing),în casa lui. Ernest a venit din țară sa, la Londra, pentru a o cere pe Gwendolen Fairfax (verișoare lui Algernon Moncrieff). Algernon refuză să-și dea consimțământul până când Ernest nu îi va oferi explicații referitoare la cutia de țigări pe care era inscripționat “De la micuța Cecily, cu dragoste pentru dragul ei unchi Jack”. Ernest este forțat să-i recunoască lui Algernon Moncrieff că duce o viață dublă. Acesta îi mărturisește că pe el îl cheamă de fapt Jack și că a inventat faptul că are un frate pe nume Ernest. Acesta îi povestește că în țara sa, el își asumă o atitudine serioasă în beneficiul protejatei lui, Cecily. Jack Worthing îi pretinde Cecilyei că trebuie să își facă griji cu privire la un frate mai mic pe nume Ernest, la Londra. Algernon îi mărturisește lui Ernest o înșelăciune similară. Algernon pretinde că are în țară un prieten invalid pe nume Bunbury, pe care îl poate „vizita” ori de câte ori dorește să evite o obligație socială nedorită.
Gwendelon și mama ei, Lady Bracknell, sosesc la casa lui Algernon, ceea ce îi oferă oportunitatea lui Ernest să o ceară pe Gwendelon. Aceasta acceptă, dar pare mai mult să îl iubească pe Ernest din cauza numelui său. Ernest, realizând acest lucru, dorește să își schimbe cu adevărat numele din Jack, în Ernest. Lady Bracknell începe să-i pună lui Ernest un șir de întrebări, pentru a afla dacă este demn de fiica sa. Aceasta ajunge să afle că Ernest este adoptat. Îi descoperă povestea, faptul că acesta a fost găsit într-o geantă de mână în Victoria Station. Lady Bracknell nu poate să accepte faptul că el este adoptat și îi interzice să mai aibă contact cu fiica sa. Gwendelon îi jură iubirea ei nemuritoare lui Ernest, iar acesta îi dă adresa lui din țară. Algernon notează adresa lui Ernest pe furiș pe manșeta mânecii. Povestea lui Ernest (Jack) despre protejata lui, Cecily, îl face pe Algernon să aibă o curiozitatea aparte, și să dorească să o cunoască.

### Actul II: Grădina conacului, Woolton
Cecily studiază cu guvernanta ei, Miss Prism. La conacul lui Jack (Ernest), sosește Algernon, pretinzând că este Ernest Worthing(fratele lui Jack). Acesta îi stârnește admirația lui Cecily încă de la prima vedere. Fascinată de mult de fratele lui Jack, ea este predispusă să se îndrăgostească de Algernon în rolul său de Ernest (un nume care îi place în mod deosebit). Prin urmare, și Algernon intenționează ca rectorul, dr. Chasuble, să îl redenumească „Ernest”. Jack a decis să renunțe la viața sa dublă. Sosește la conac, într-un doliu deplin și anunță moartea fratelui său la Paris, o poveste subminată de prezența lui Algernon sub masca lui Ernest. Gwendolen ajunge și ea la conac, după ce a fugit de acasă. În timpul absenței temporare a celor doi bărbați, ea o întâlnește pe Cecily, fiecare femeie declarând indignată că este cea logodită cu „Ernest”. Când Jack și Algernon reapar, înșelăciunile lor sunt expuse.

### Actul III: Salonul conacului, Woolton
Lady Bracknel ajunge și ea la conac. Aceasta rămâne surprinsă când aude că Algernon s-a logodit cu Cecily. Aceasta îi pune tot felul de întrebări lui Cecily, dar Jack îi răspunde la toate întrebările. El îi spune că pentru orice angajament facut de Cecily, trebuie să-și dea acordul.Acesta spune că își va da consimțământul doar dacă aceasta va fi de acord cu logodna dintre el și Gwendolen, lucru pe care ea refuză să îl facă.
Domnișoarei Prism se întoarce iar Lady Bracknell o recunoaște. Bracknell spune că domnișoara Prism este cea care, cu 28 de ani în urmă, a luat un băiețel la plimbare într-un perambulator și nu s-a întors niciodată. Provocată, domnișoara Prism explică faptul că a pus în mod absent manuscrisul unui roman pe care îl scria în perambulator și bebelușul într-o geantă de mână, pe care o lăsase la gara Victoria. Jack aduce în fața lor aceeași geantă de mână, arătând că este bebelușul pierdut, fiind fiul mai mare al răposatei surori a lui Lady Bracknell. Ieșind la iveală și faptul că este fratele mai mare al lui Algernon. După ce a dobândit astfel de relații respectabile, el este acceptat ca pretendent pentru Gwendolen.
Cu toate acestea, Gwendolen insistă că poate iubi doar un bărbat pe nume Ernest. Lady Bracknell îl informează pe Jack că ar fi fost numit după tatăl său, generalul Moncrieff. Jack examinează listele armatei și descoperă că numele tatălui său era de fapt Ernest. Acesta realizează că toată înșelăciunea sa a fost realitate tot timpul. Pe măsură ce cuplurile fericite se îmbrățișează, Jack și Gwendolen, Algernon și Cecily, și chiar dr. Chasuble și Miss Prism, Lady Bracknell se plânge rudei sale descoperite: „Nepotul meu, parcă dai semne că totul ți se pare un fleac”. „Dimpotrivă, mătușă Augusta”, răspunde el, „acum mi-am dat seama pentru prima dată în viața mea de importanța vitală de a fi onest.”

## Personajele
- Jack Worthing (Ernest), un tânăr domn din țară, îndrăgostit de Gwendolen Fairfax.
- Algernon Moncrieff, un tânăr domn din Londra, nepotul doamnei Lady Bracknell, îndrăgostit de Cecily Cardew.
- Gwendolen Fairfax, o tânără doamnă, iubită de Jack Worthing.
- Lady Bracknell, o doamnă din societate, mama lui Gwendolen.
- Cecily Cardew, o tânără doamnă, protejata lui Jack Worthing.
- Miss Prism, guvernanta lui Cecily.
- Preotul Canon Casula, preotul parohiei lui Jack.
- Lane, majordomul lui Algernon.
- Merriman, servitorul lui Jack.

## Teme

### Banalitatea
Arthur Ransome a descris The Importance of Being Earnest (Ce înseamnă să fii onest) drept cea mai banală piesă a societății lui Wilde și singura care produce „acea exaltare ciudată a spiritului prin care recunoaștem frumosul”. „Este”, a scris el, „observându-se foarte clar că este banală constant, dar nu urâtă”. Ellmann spune că „Ce înseamnă să fii onest”a atins numeroase teme pe care Wilde le construise deja, încă din anii 1880. Limbajul ipostazelor estetice a fost bine stabilit și Wilde îl ia ca punct de plecare pentru cei doi protagoniști. În operele Salome, An Ideal Husband and The Picture of Dorian Gray sunt ilustrate acțiuni mult mai grave decât în The Importance of Being Earnest, unde putem ilustra ideea de viciu precum era și pofta lui Algry de sandvișuri cu castraveți.Wilde i-a spus lui Robert Ross că tema piesei era „Să tratăm foarte serios toate lucrurile banale din viață noastră, iar toate lucrurile serioase ale vieții cu o banalitate sinceră și studiată.” Tema este sugerată în titlul ironic al piesei, iar „seriozitatea” este în mod repetat menționată în dialog, spune Algernon în Actul II, „trebuie să fii serios în legătură cu ceva dacă vrei să te distrezi în viață”, dar doar pentru a-i reproșa lui Jack că „este serios în legătură cu orice.” Șantajul și corupția au bântuit dubla viață a lui Dorian Gray și Sir Robert Chiltern (în An Ideal Husband), dar în Earnest duplicitatea protagoniștilor („bunburying” -ul lui Algernon și viața dublă a lui Worthing ca Jack și Ernest) este întreprinsă în scopuri mai inocente, în mare măsură, pentru a evita obligațiile sociale nedorite. În timp ce teatrul vremii aborda probleme sociale și politice grave, Earnest nu se referă la nimic. „Refuză să joace jocul” altor dramaturgi ai perioadei, de exemplu Bernard Shaw, care și-a folosit personajele pentru a atrage publicul către idealuri mai mărețe.

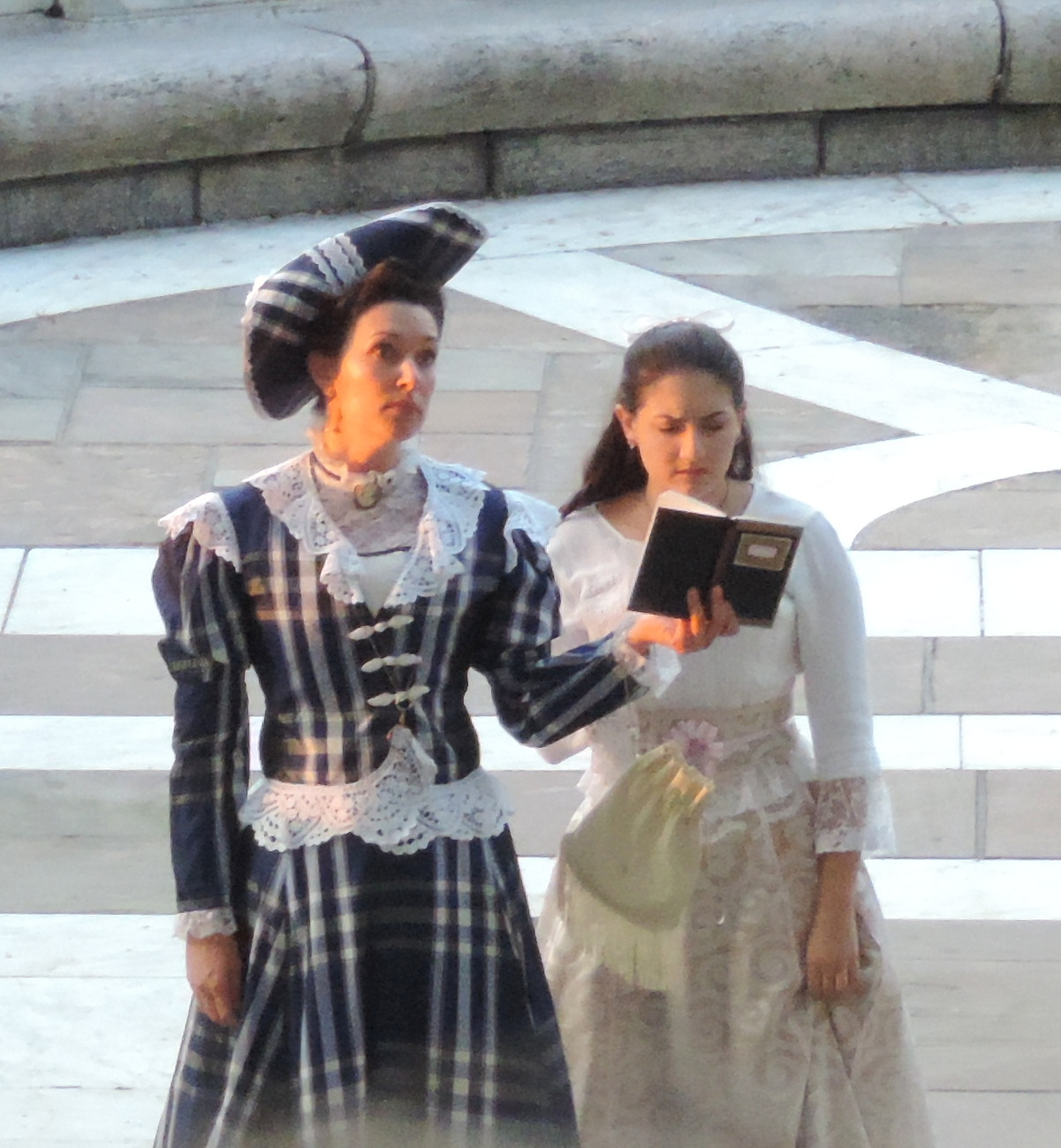
Gwendolen și Cecily descoperă că amândouă sunt logodite cu „Ernest”

### Satiră a societății
Piesa ridiculizează în mod repetat tradițiile victoriene și obiceiurile sociale, în special căsătoria și căutarea iubirii. În epoca victoriană, seriozitatea a fost considerată a fi valoarea socială supremă, provenind din încercările religioase de a reforma clasele inferioare, s-a răspândit și în cele superioare de-a lungul secolului. Însăși titlul piesei, cu paradoxul ei batjocoritor (oamenii serioși sunt așa pentru că nu văd comedii banale), introduce tema, continuă în discuția din salon, „Da, dar trebuie să fii serios în această privință. Urăsc oamenii care nu sunt serioși în ceea ce privește mâncarea, mesele importante ale zilei. Este atât de superficial pentru ei ", spune Algernon în Actul 1; aluziile sunt rapide și din unghiuri multiple.

Wilde a reușit să se angajeze și să batjocorească genul, oferind în același timp comentarii sociale și oferind reforme. Bărbații respectă tradițiile și ritualurile matrimoniale, prin care pretendenții își recunosc slăbiciunile viitoarelor lor mirese, dar slăbiciunile pe care le scuză sunt ridicole, iar această idee este construită pe o confuzie absurdă între o carte și un bebeluș. Când Jack își cere scuze față de Gwendolen în timpul cererii sale în căsătorie, este pentru că nu a dorit să fie un ticălos.
JACK: Gwendolen, este un lucru teribil pentru un bărbat să afle brusc că toată viața lui n-a vorbit nimic, decât adevărul. Poți să mă ierți? GWENDOLEN: Pot. Deoarece știu că te vei schimba.
(Jack a mințit în tot acești ani că l-ar chema Earnest, spunând în anumite situații că este Jack, iar în altele Ernest. Inventând că cei doi, Ernest și Jack, sunt frați. Șocul din finalul operei este că a aflat că de fapt nu a mințit niciodată că l-ar chema Earnest, deoarece acesta ar fi fost numele lui real)
Cele două femei, atât Gwendolen, cât și Cecily au idealul de a se căsători cu un bărbat pe nume Ernest, un nume popular și respectat la acea vreme. Spre deosebire de părerea mamei ei despre Jack, Gwendolen crede că Jack este o persoană în care își poate pune toată încrederea și speranța deoarece credea că se numește Ernest, care este un nume creștin și inspiră încredere, declarând în Actul I, „Singurul nume cu adevărat sigur este Ernest”. Aceasta este o părere împărtășită chiar și de Cecily în Actul II, „Mi-e milă de orice femeie care s-a căsătorit cu un bărbat pe care nu îl cheamă Ernest”. Acestea declară cu indignare că au fost înșelate când află numele reale ale bărbaților.
Wilde a ilustrat-o pe Lady Bracknell fiind întruchiparea regulilor, fiind femeia care respect toate normele societății, tradițiile și obiceiurile, creându-i un efect comic prin afirmarea și reținerea ei. Spre deosebire de cunoștințele sale enciclopedice despre distincțiile sociale ale numelor străzilor din Londra, obscura filiație a lui Jack este evocată subtil. Jack se apără împotriva ei prin „O geantă de mână?”, încercând acesta să se clarifice prin „Linia Brighton”. La acea vreme, Gara Victoria consta din două stații terminale separate, dar adiacente, care împărtășeau același nume. La est se afla feroviarul LC&D Railway, la vest LB & SCR - Linia Brighton, care mergea la Worthing, orașul foarte cunoscut și scump în care se afla în acel moment domnul care călătorea și care a găsit copilul( Jack ) acordându-I numele după el.

### Subînțelesul homosexualității sugerate
Savanții Queer au susținut că temele duplicității și ambivalenței piesei sunt indisolubil legate de homosexualitatea lui Wilde și că piesa prezintă o „prezență pâlpâitoare-absență a ... dorinței homosexuale”. Când a recitit piesa după eliberarea din închisoare, Wilde a spus: „A fost extraordinar să citesc piesa. Cum obișnuiam să mă joc cu acea viață de tigru”. După cum a spus un savant, necesitatea absolută pentru homosexualii din acea perioadă de „ nevoie de o mască publică este un factor care contribuie la satira deghizării sociale”.
S-a susținut că utilizarea numelui Earnest ar fi putut fi o glumă homosexuală. În 1892, cu trei ani înainte ca Wilde să scrie piesa, John Gambril Nicholson publicase poezia Love in Earnest. Sonetul Of Boys ’Names a inclus versul: „Deși Frank poate suna ca un clopot de argint / Și Cecil susține o muzică mai blândă / Ei nu pot face miracolul / Acest Ernest îmi arde inima. „poate fi un cuvânt-cod pentru homosexual, ca în: „Este serios?”, în același mod în care „Este așa?” și „Este muzical?”

Sir Donald Sinden, un actor care a întâlnit două persoane din distribuția originală a piesei (Irene Vanbrugh și Allan Aynesworth), și Lord Alfred Douglas, care a scris în The Times pentru a contesta faptul că „Earnest” deținea orice conotație sexuală:
Deși au avut oportunități ample, niciunul dintre ei nu a sugerat nici măcar că „Earnest” este un sinonim pentru homosexual sau că „bunburying” ar fi putut implica ideea de homosexual. Prima dată când am auzit-o menționată a fost în anii 1980 și l-am consultat imediat pe Sir John Gielgud a cărui interpretare a fost a lui Jack Worthing și a cărei cunoștințe despre tradiția teatrală erau enciclopedice. El a răspuns în tonurile sale de apel: "Nu-Nu! Prostii, prostii absolute: aș fi știut”.
O serie de teorii au fost, de asemenea, prezentate pentru a explica derivarea lui Bunbury și Bunburying, care sunt folosite în piesă pentru a implica o viață dublă secretă. Este posibil să fi derivat de la Henry Shirley Bunbury, un cunoscut ipohondriac al tinereții lui Wilde. O altă sugestie, prezentată în 1913 de Aleister Crowley, care îl cunoștea pe Wilde, a fost că Bunbury era un cuvânt combinat: că Wilde luase odată un tren spre Banbury, întâlnise acolo un școlar și aranjase o a doua întâlnire secretă cu el la Sunbury.

## Bunburying(Oscar Wilde)
(Cuvânt inventat de Oscar Wilde în The Importance of Being Earnest (1895) după „personajul” Bunbury, prietenul fictiv și invalid al personajului Algernon, a cărui presupusă boală este folosită ca scuză pentru a evita angajamentele sociale.)
Bunburying este un cuvânt folosit de persoanele care au nevoie de o scuză pentru a evita obligațiile sociale în viața lor de zi cu zi. Cuvântul „bunburying” apare prima dată în Actul I când Algernon explică faptul că a inventat un prieten fictiv, un invalid cronic numit „Bunbury”, pentru a avea o scuză pentru a evita evenimentele la care nu dorește să participe, în special cu mătușa sa Augusta ( Lady Bracknell). Algernon și Jack folosesc amândoi această metodă pentru a-și vizita în secret iubitele, Cecily și Gwendolen.

## Analiza dramatică

### Utilizarea limbajului
În timp ce Wild era renumit pentru dialog și pentru utilizarea limbajului, Ruby (1988) a susținut că a obținut o unitate și o măiestrie în Earnest, care a fost de neegalat în celalalte piese ale sale, poate cu excepția piesei Salome. În timp ce comediile sale anterioare diferă de o denivelare rezultată din ciocnirea tematică dintre trivial și furios, Earnest realizează un stil perfect, care permite dezvoltarea acestora. Există trei registre diferite detectabile în piese. S-a stabilit insuficiența stilistă a lui Jack și Algernon cu servitorul său – trădează o unitate subiacentă în ciuda atitudinilor lor diferite. Incredibilele pronunțări ale Doamnei Bracknell sunt la fel de începătoare întru utilizarea hiperbolei și a extravaganței retorice ca și pentru opțiunile ei desconcentrate. În contrast, discursul Doctorului Chasuble și a Doamnei Prism se distinge prin ,,conceptul pandemic’’ și ,,diversiunea idiosincritică’’. În plus, piesa este plină de epigrame și paradoxuri. Max Beerbohm a descris ca fiind plin de ,,apofigme cizelate - spiritism fără legătură cu acțiunea sau caracterul’’, dintre care a găsit o jumătate de duzină ca fiind de cel mai înalt ordin.
Linia Doamnei Bracknell, ,,O geantă de mână?’’, a fost numită una dintre cele mai maleabile în drama engleză, împumutându-se de la interpretări care variază de la necredincios scandalizat la descumpănit. Edith Evans, atât pe scenă, cât și în filmul din 1952, a dat linia cu voce tare într-un amestec de groază, incredulitate și condescendență. Stockard Channing, în teatrul Gaiety, în Dublin în 2010, a ascuns linia, în cuvintele unui critic, ,,cu o geantă de mână abia auzită?,’ a înghițit rapid cu o respirație acută. O înțelegere, cu siguranță, dar cu piese atât de cunoscute, pline de spiritism și aforisme cu o viață proprie, sunt lucrurile mici care fac diferența.’’

### Caracterizare
Crezând că Wilde a lansat personaje care erau deja familiare – domnul dandy, matricea stăpânitoare, femeia cu trecut, tânăra domnișoară puritană – tratamentul său este mai subțire decât este o dezvoltare anterioară ,, de la familia ducesă stăpânitoare într-un personaj mai ciudat și mai tulburător’’ poate fi urmărită prin reviziile lui Wilde ale piesei.Pentru doi tineri, Wilde nu prestează stadiul steorotip ,, băieții’’, ci ființe inteligente care, după cum spune Jackson, ,,vorbesc precum creatorul lor în propoziții complete bine formate și rareori folosesc argou sau cuvinte-vorbe’’.Dr. Chasube și Doamna Prism se caracterizează prin câteva atingeri ușoare de detalii, entuziasmurile lor de modă veche și pedanteria fastidioasă ca a canonului, redusă de Wilde în timpul numeroaselor sale remodelări ale textului.

### Structură și gen
Răscumpărarea susține că Wilde s-a eliberat abandonând melodrama, structura de bază care subliniază comediile sale sociale anterioare și bazându-se în întregime pe povestea Earnest/Ernest. Eliberat de ,,trăirea la orice dramă mai serioasă decât conversația’’ Wilde s-ar putea amuza acum într-o măsură mai deplină cu șmecherii, epigrame și repartizări care nu aveau cu adevărat de-a face cu afacerea la îndemână. 
Genul piesei ,,Ce înseamnă să fi onest’’ a fost profund dezbătut de cercetători și critici deopotrivă, care au plasat piesa într-o mare varietate de genuri, de la parodie la satiră. În critica sa față de Wilde, Foster susține că piesa creează o lume în care ,, valorile reale sunt inversate [și], rațiunea și nerezonamentul sunt neschimbate.’’ În mod similar, folosirea dialogului de către Wilde batjocorește clasele superioare ale Angliei victoriene acordând piesei un ton satiric.  Reinhart mai stipulează că utilizarea umorului fals pentru a putea batjocori clasele superioare ,,merită piesa atât ca satiră cât și ca dramă’’.

## Publicația

### Prima ediție
Cele două comedii finale ale lui Wilde ,,Un soț ideal’’ și ,, Ce înseamnă să fi onest’’, erau încă pe scenă la Londra la momentul urmăririi penale și au fost curând închise pe măsură ce detaliile cazului său au devenit publice. După doi ani în închisoare cu muncă grea, Wilde a plecat în exil în Paris, bolnav și depresiv, reputația lui distrugând Londra. În 1898, când nimeni altcineva nu ar face-o, Leonard Smithers a fost de acord cu Wilde să facă plubice cele două părți finale. Wild s-a dovedit a fi un revizor harnic, trimițând instruțiuni detaliate pe direcții scenice, liste de personaje și prezentarea cărții, și insistând ca de la prima reprezentație să fie reprodus în interior. Ellmann susține că dovezile arată un om ,,foarte stăpân pe sine și pe piesă’’. Numele lui Wild nu a apărut pe copertă, a fost a autorului ‘Doamnei Windermere Fan’.  Reîntoarcerea sa la lucru a fost pe scurt însă, în timp ce refuza să scrie orice altceva ,, Pot să scriu, dar am pierdut bucuria de a scrie’’.

În 19 octombrie 2007, o primă ediție (numărul 349 din 1,000) a fost descoperită înăuntrul unei genți de mână într-un magazin Oxfam în Nantwich, Cheshire. Personalul în care nu a putut urmării donatorul. A fost vândut pentru 650 de euro.
Pentru
ROBERT BALDWIN ROSS
ÎN APRECIERE
ÎN AFECȚIUNE

-Dedicarea Importanței de a fi cel mai onest.

### În traducere

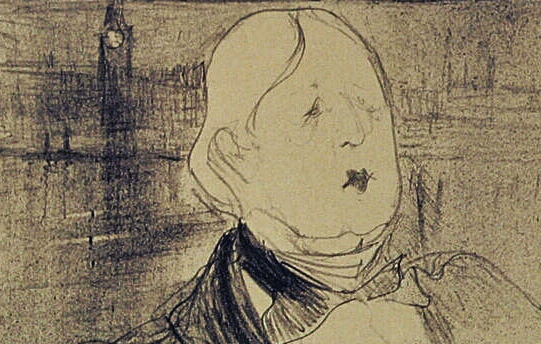
Wilde, desenat în 1896 de Henri de Toulouse-Lautrec

,,Ce înseamnă sa fii onest’’ a fost tradusă în multe limbi, desi jocul de cuvinte omofon din titlul (,,Ernest’’ este un nume propriu, masculin și ,,Earnest’’ (onest) virtutea statorniciei și seriozității) pune o problemă specială pentru traducători. Cel mai ușor caz de traducere adecvată a jocului de cuvinte, perpetuând sensul și înțelesul acestuia, ar fi putut fi traducerea acestuia în germană. Din moment ce engleza și germana sunt limbi strâns legate, germana oferă un adjectiv echivalent ,,ernst’’ și de asemenea, un nume propriu masculin potrivit ,,Ernst’’. Sensul și tenorul jocului de cuvinte sunt exact aceleași. Încă sunt multe posibilități diferite ale titlurilor în germană, mai ales referitor la structura propoziției. Cele două mai comune sunt ‘’Bunbury oder Ernst/Ernst sein ist alles’’ și ‘’Bunbury oder wie wichtig es ist, Ernst/Ernst zu sein’’. Într-un studiu al traducerilor în italiană, Adrian Pable, a găsit treisprezece versiuni diferite folosind opt titluri. Întrucât jocul de cuvinte adesea unic pentru limba in cauză, traducătorii se confruntă cu o alegere de a rămâne fideli originalului – în acest caz adjectivul englez și virtutea serioasă – sau crearea unui joc de cuvinte similar în propria lor limbă.
Patru strategii principale au fost utilizate de către traducători. Primul lasă numele tuturor personajelor neschimbate și în ortografia lor originală: astfel numele este respectat și cititorii amintesc de cadrul cultural original, dar dorința jocului de cuvinte este pierdută. Eva Malagoli a variat această abordare orientată spre sursă, folosind atât numele creștine engleze, cât și adjectivul ,,ernest’’ (onest), păstrând astfel jocul de cuvinte și caracterul englez al piesei, dar, eventual, încordând un cititor italian. Un al treilea grup de traducători l-au înlocuit pe Ernest cu un nume care reprezintă, de asemenea, o virtute în ținta limbii, favorizând transparența cititrilor în traducere, mai degrabă decât fidelitatea față de original. De exemplu, în italiană, aceste versiuni numesc în mod diferit piesa L’importanza di essere Franco/Severo/Fedele, numele date fiind respectiv valorile onestității, proprietății și loialității. Francezii oferă un joc de cuvinte mai apropiat „Constant” este un pronume, cât și calitatea statorniciei, așa că joacă sub numele cunoscut ca: De l'importance d'être Constant, deși Jean Anouilh a tradus piesa sub titlul: Il est important d'être Aimé („Aimé” este un nume care înseamnă „iubit’’).Aceste traduceri diferă în atitudinea lor față de titlurile onorifice originale englezești. Unii le schimbă pe toate, sau niciunul, dar aproape lasă un amestec parțial ca o recompensare pentru pierderea adăugată din engleză. În sfârșit, o traducere a dat denumirii o notă italiană, redând-o ca Ernesto; această lucrare amestecând liberal substantive proprii din ambele limbi.

## Adaptări

### Film
Articole principale: Ce înseamnă să fii onest (1952 film), Ce înseamnă să fii onest (1992 film), și Ce înseamnă să fii onest (2002 film)
În afară de mai multe realizări pentru televiziune, versiuni, Ce înseamnă să fi onest , a fost adaptată pentru cinematografia în limba engleză în ultimele trei rânduri, mai întâi în 1952 de Anthony Asquith, care a adaptat scenariul și l-a redirecționat. Michael Denison (Algernon), Michael Redgrave (Jack), Edith Evans (Lady Bracknell), Dorothy Tutin (Cecily), Joan Greenwood (Gwendolen), și Margaret Rutherford (Miss Prism) și Miles Malleson (Canon Chasuble) au fost printre distribuție. În 1992 Kurt Baker a regizat o versiune folosind o distribuție neagră cu Daryl Keith Roach ca Jack Wrent T. Brown ca Algernon, Ann Weldon ca Lady Bracknell, Lanei Chapman ca Cecily, Chris Calloway ca Gwendolen, CCH Pounder ca Miss Prism, și Brock Peters ca Doctor Chasuble, stabilit în Statele Unite. Oliver Parker, un regizor englez care adaptase anterior Un soț ideal de Wilde, a făcut filmul în 2002, începe cu Colin Firth (Jack), Rupert Everett (Algy), Judi Dench (Lady Bracknell), Reese Witheerspoon (Cecily), Frances O ‘Connor’ (Gwendolen), Anna Mssey (Miss Prism), și Tom Wilkinson (Canon Chasuble). Adaptarea lui Parker include avocatul domnului Gribley, care îl urmărește pe ,,Ernest’’ în Hertfordshire (prezent în proiectul original al lui Wilde, dar tăiat la cererea primului producător al pieselor).Algernon este urmărit de un grup de creditori în scena din deschidere.

### Opere și muzică
În 1960, Ernest in Love, a fost pus în scenă, la Broadway. Trupa japoneză de teatru musical esclusiv feminin Takarazuka Revue a pus în scenă acest musical în 2005 în două producții, una de Moon Troupe și celalaltă de Flower Troupe.
În 1963, Erik Chisholm a compus o operă din piesă, folosind textul lui Wilde ca libret.
În 1964, Gerd Natschinski a compus musicalul Mein Freund Bunbury pe baza piesei, în 1964, în premieră la teatrul metroplit din Berlin.
Potrivit unui studiu realizat de Robert Tanitch, până în 2002 au existat cel puțin opt adaptări ale piesei ca musical, deși ,,niciodată cu un succes vizibil’’. Prima versiune de acest gen a fost un spectacol american din 1927 intitulat Oh Earnest. Jurnalistul Mark Bostridge comentează: ,, Libretul unei adaptări musicale din 1957, Half in Earnest, depus în Biblioteca Britanică, este cu greu mai încurajator. Cortina se ridică pe Algy care se îndreaptă spre pian cântând ’I can play Chopsticks, Lane’. Alte melodii includ ‘A Bunburying I Must Go’.’’.Gerald Baryy a repetat opera din 2011, Importanța de a fi onest, comandată de Filarmonica din Los Angeles și Barbican Center din Londra. A avut premiera la Los Angeles în 2011. Premierea scenei a fost oferită de Opera national de Lorraine din Nancy, în 2013 Franța. În 2017, Odyssey, opera din Boston a prezentat o producție complet pusă în scenă a operei ,, Ce înseamnă să fi onest’’ a lui Mario Castelnuovo-Tedesco ca parte a seriei Wilde, Opera Nights, care a fost o explorare de-a lungul sezonului a operelor inspirate de scrierile și lumea lui Oscar Wilde.  Opera pentru două piane, percuție și cântăreți a fost compusă în 1961-2. Este plină de citate musicale la fiecare pas. Opera nu a fost niciodată publicată, dar a fost interpretată de două ori: premiera la Monte Carlo (1972, în italiană) și la Guardia, NY (1975). Opera Odyssey a reușit să obțină manuscrisul de la Biblioteca Congresului cu permisiunea nepoatei compozitorului. După producția Odiseei la teatrul Wimberly, Calderwood Pavilion la centrul Boston pentru arte în zilele de 17 și 18 martie, fiind primit cu aprecieri critice,  Boston Globe a declarant că „Opera Odyssey recunoaște ’Importanța de a fi onest’”. 

### Imitație scenică
În 2016, actorul/scriitorii irlandezi Helen Norton și Jonathan White au scris piesa comică To Hell in a Handbag care redă povestea importanței din punctul de vedere al personajelor Canon Chasuble și Miss Prism, oferindu-le propia poveste din spate și arătând ce se întâmplă pentru ei când nu sunt pe scenă în piesa lui Wilde.

### Radio și televiziune
Au existat multe versiuni radio ale piesei. În 1925, BBC a difuzat o adaptare cu Hesketh Pearson în rolul lui Jack Worthing.Au urmat alte difuzări ale piesei în 1927 și 1936. În 1977, radio BBC 4 a difuzat versiunea în patru acte a piesei, cu Fabia Drake în rolul Lady Bracknell, Richard Pasco în rolul lui Jack, Jeremy Clyde în rolul lui Algy, Maurice Denham în rolul canonului Casula, Sylvia Coleridge în rolul Miss Prism, Barbara Leigh-Hunt în rolul lui Gwendolen și Prunella Scales în rolul Cecily. Producția a fost lansată ulterior pe caseta audio.
Pentru a comemora centenarul primei reprezentații a piesei, Radio 4 a difuzat o nouă adaptare pe 13 februarie 1995. În regia lui Glyn Dearman, a jucat Judi Dench în rolul Lady Bracknell, Michael Hordern în rolul Lane, Michael Sheen în rolul Jack Worthing, Martin Clunes în rolul Algernon Moncrieff, John Moffatt în rolul Canonului Casula, Miriam Margolyes în rolul Miss Prism, Samantha Bond în rolul Gwendolen și Amanda Root în rolul lui Cecily. Producția a fost lansată ulterior pe casetă audio.
La 13 decembrie 2000, radio BBC 3 a difuzat o nouă adaptare în regia lui Howard Davies cu Gerlaldine McEwan în rolul Ladz Bracknell, Simon Russell Beale în rolul Jack Worthing, Julian Wadham în rolul Algernon, Moncrieff, Geoffrey Palmer în rolul canoului Casula, Celia Imrie în rolul Miss Prism, Victoria Hamilton ca Gwendolen și Emma Fielding în rolul Cecily, cu muzica compusă de Dominic Muldowney. Producția a fost lansată pe caseta audio.
O adaptare comercială pentru televiziune din 1964, a început cu Ian Carmichael, Patrick Macnee, Susannah York, Fenella Fielding, Pamela Brown și Irene Handl. 
Transmisiile de televiziune BBC ale piesei au inclus o versiune Play of the Month din 1974, cu Coral Bowne în rolul Lady Bracknell cu Michael Jayson, Julian Holloway, Gemma Jones și Celia Bannerman.Stuard Burge a regizat o altă adaptare în 1986 cu o distribuție printre care Gemma Jones, Alec McCowen, Paul McGann și Joan Plowright.
A fost adaptat pentru televiziunea australiană în 1975.

### Recorduri comerciale
Performanța lui Gielgud este păstrată pe o înregistrare audio EMI datând din 1952, care surpinde și cea a lui Lady Brackenll și a lui Edith Evans. Distribuția îi include și pe Roland Culver (Agly), Jean Cadell (Miss Prism), Pamela Brown (Gwendolen) și Celia Johnson (Cecily).
Alte înregistrări audio includ o versiune „Theater Masterworks” din 1953, regizată și povestită de Margaret Webser, cu o distribuție care o include și pe Maurice Evans, Lucile Watson și Mildred Natwick; o versiune din 1989, de Calidornia Artists Radio Theatre, cu Dan O’Herlihy, Jeanette Nolan, Les Tremayne și Richard Erdman; și una de L.A. Theatre Works publicată în 2009, cu Charles Busch, James Marsters și Andrea Bowen. 